# 蔡璿
蔡璿（？—？），號和白，湖廣黄州府蕲水县人，軍籍，明朝政治人物、進士出身。

## 生平
萬曆四十六年（1618年）戊午科湖廣鄉試第十二名舉人，四十七年（1619年），登己未科會試一百七名，三甲一百三十名進士。禮部觀政。
天啟元年（1621年），接替蔣英，擔任南直隶常州府宜興縣知縣，由饒京接任知縣。
天啓五年（1625年）起補嘉興府儒學教授，升南京户部主事，崇祯二年（1629年）升员外郎，升郎中，四年升四川成都府知府，七年考察降調。

## 家族
曾祖蔡昇。祖父蔡月濂，贈刑部主事。父蔡斗移，隆庆进士、長蘆運使。